# Cruciata pedemontana
Croisette du Piémont, Gaillet du Piémont
Espèce
La Croisette du Piémont ou Gaillet du Piémont (Cruciata pedemontana) est une espèce de plantes annuelles de la famille des Rubiacées.